# Orjen

Orjen – grupa górska w zachodniej części Półwyspu Bałkańskiego, wchodząca w skład Gór Dynarskich. Stanowi najwyższą część zachodniego pasma tych gór – tzw. Pasma Nadmorskiego (Subadriatyckiego). Leży na pograniczu Bośni i Hercegowiny oraz Czarnogóry, dominując od północnego zachodu nad Zatoką Kotorską. Ciągnie się na długości ok. 25 km z kierunku północno-zachodniego na południowy wschód kilkoma pasmami, rozdzielonymi szerokimi, głębokimi dolinami. Obejmuje obszar o powierzchni ok. 400 km². Najwyższym szczytem tej grupy jest Zubački Kabao (1895 m n.p.m.), a poziomicę 1800 m n.p.m. przekraczają jeszcze cztery inne szczyty.    
Najwyższe szczyty:
- Zubački Kabao - 1894 m,
- Velika Jastrebica - 1864 m,
- Buganja Greda - 1849 m,
- Visoki Breg - 1833 m,
- Vučji Zub - 1802 m,
- Borovik - 1777 m,
- Medugorje - 1769 m,
- Golisevac - 1721 m,
- Markov Kuk - 1721 m.